# Simon Wittmann

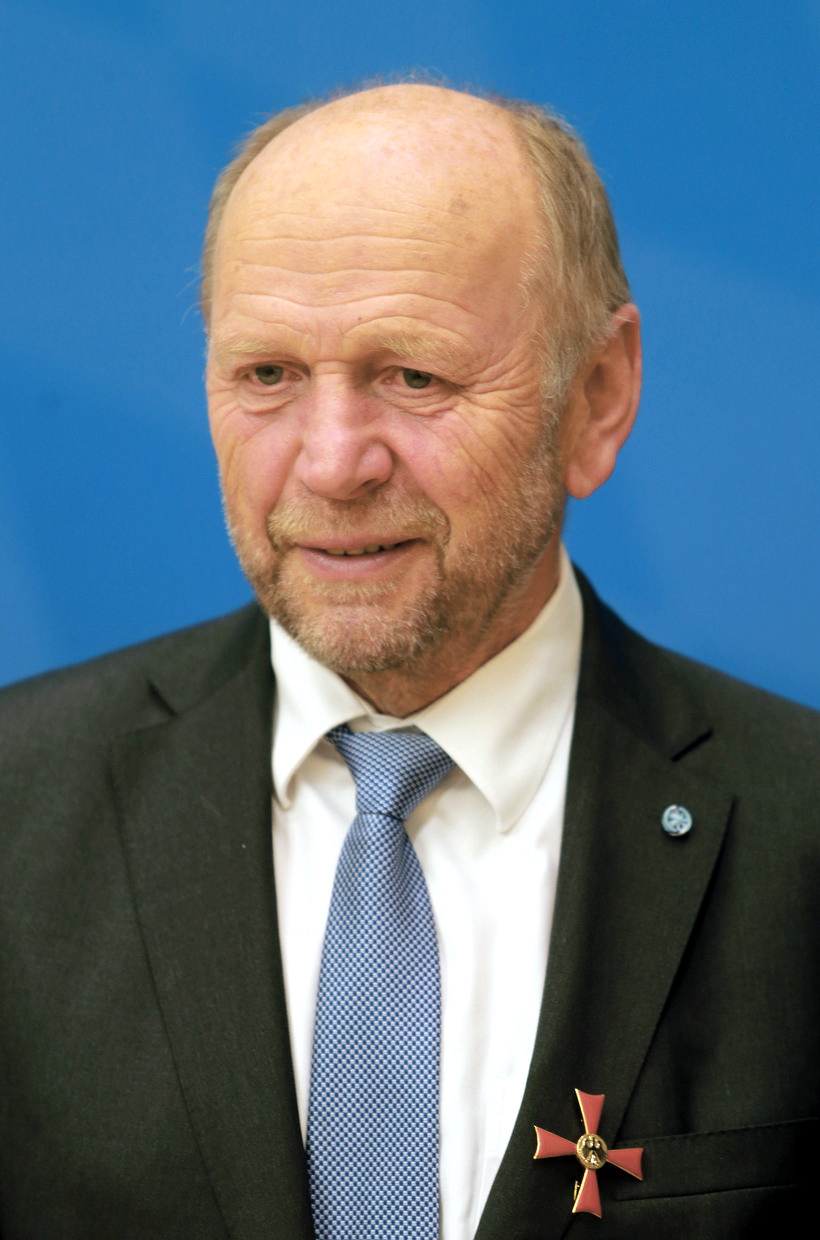
Simon Wittmann (Okt. 2016)

Simon Georg Wittmann (* 14. Dezember 1947 in Tännesberg) ist ein deutscher Politiker (CSU). Er war von 1984 bis 1987 und nochmals von 1990 bis 1996 Abgeordneter im Deutschen Bundestag und von 1996 bis 2014 Landrat des Landkreises Neustadt an der Waldnaab.

## Leben
Wittmann studierte nach dem Abitur 1968 in Weiden an der Universität Regensburg Geschichte, Französisch, Sozialkunde und Philosophie. In den Jahren 1975 und 1978 legte er die beiden Examen als Gymnasiallehrer ab. Nach dem Studium arbeitete er als Lehrer und war Studienrat in München, Cham, Amberg und Oberviechtach. Wittmann war Vorsitzender des Vereins Pro Libris und zudem Mitglied im Diözesanrat der Diözese Regensburg. Er ist Mitglied der katholischen Studentenverbindung K.St.V. Leuchtenberg Regensburg im KV.

## Politik
Wittmann trat 1969 der CSU bei und war von 1972 bis 1975 stellvertretender Kreisvorsitzender der Jungen Union, bevor er anschließend bis 1983 Bezirksvorsitzender in der Oberpfalz wurde. Er war 1975 Mitglied des Bezirksvorstandes der CSU und 1984 Kreisvorsitzender. Von 1978 bis 1984 war er Zweiter Bürgermeister und von 1984 bis 1990 Vorsitzender der CSU-Fraktion in Tännesberg.

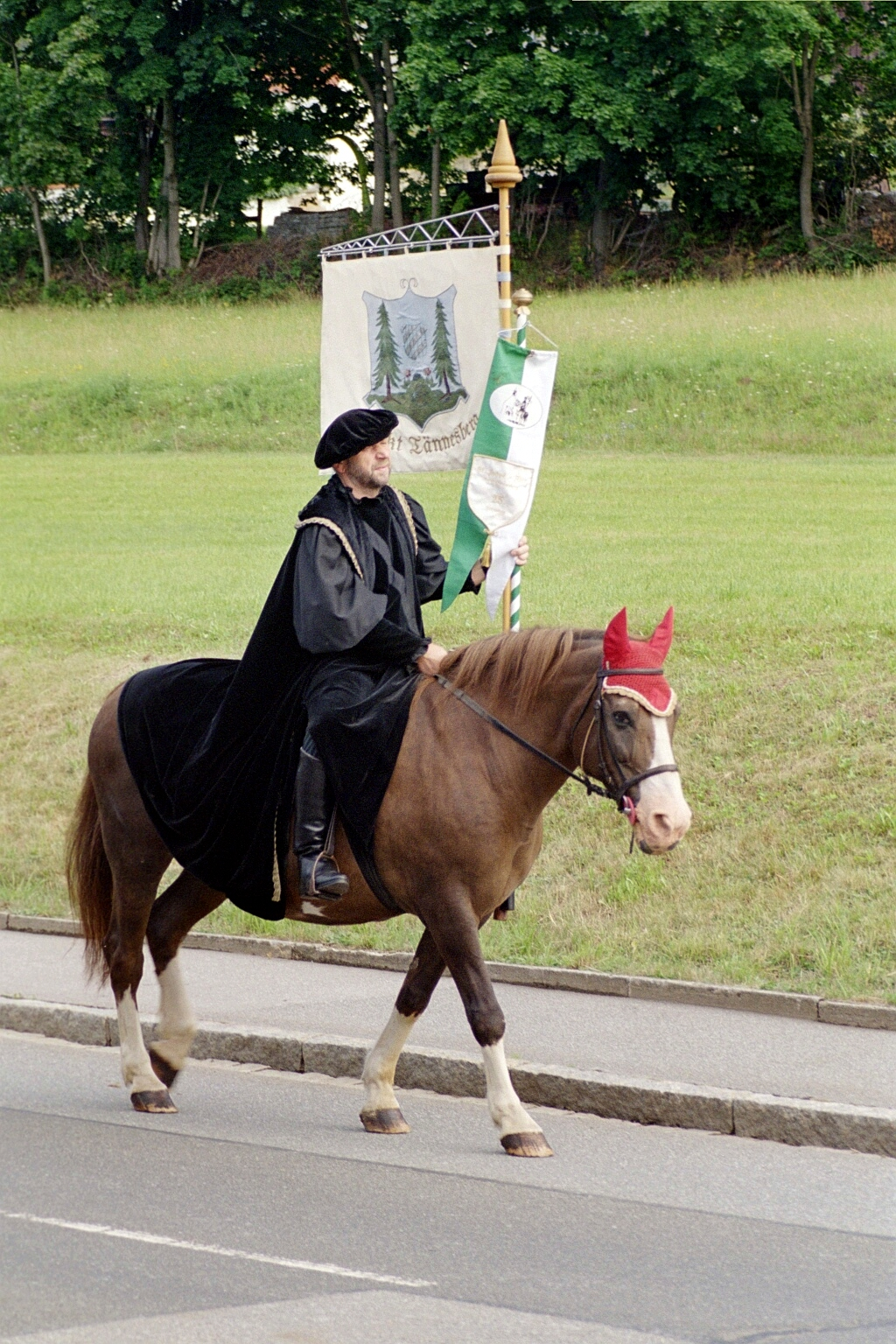
Simon Wittmann beim Jodokritt 2005 in Tännesberg

Wittmann rückte am 20. November 1984 für den ausgeschiedenen Abgeordneten Franz Ludwig Stauffenberg in den Bundestag nach und beendete die laufende zehnte Wahlperiode. Er war ordentliches Mitglied im Petitionsausschuss und im Ausschuss für Umwelt, Naturschutz und Reaktorsicherheit. Bei der Bundestagswahl 1990 wurde er erstmals in den Bundestag gewählt und zog über ein Direktmandat im Wahlkreis 221 (Weiden) ins Bundesparlament ein, welches er auch bei der Bundestagswahl 1994 verteidigen konnte. Er war in den beiden Legislaturperioden erneut ordentliches Mitglied im Ausschuss für Umwelt, Naturschutz und Reaktorsicherheit. In der zehnten, in der zwölften Wahlperiode ab März 1992 und in der dreizehnten Wahlperiode war er zudem Mitglied im Ausschuss für Arbeit und Sozialordnung. In der zwölften und dreizehnten Wahlperiode war er stellvertretender Vorsitzender im Ausschuss für Fremdenverkehr und Tourismus. Wittmann war umweltpolitischer Sprecher der CSU-Landesgruppe und Mitglied im Vorstand der CDU/CSU-Fraktion.
Wittmann war von 1990 bis 1996 stellvertretender Landrat des Landkreises Neustadt an der Waldnaab und wurde 1996 zum Landrat gewählt. Nach seiner erfolgreichen Wahl schied er am 21. August 1996 freiwillig aus dem Bundestag aus, um das Amt des Landrates anzutreten. Für ihn rückte Fritz Wittmann in den Bundestag nach. Als Landrat wurde er 2002 und 2008 wiedergewählt. Bei der Kommunalwahl 2014 kandidierte er nicht mehr.

## Auszeichnungen
Er bekam 1998 das Bundesverdienstkreuz am Bande verliehen und 2016 die 1. Klasse. Am 9. Juli 2009 erhielt er den Bayerischen Verdienstorden. Am 10. Mai 2010 wurde er mit der Medaille für besondere Verdienste um Bayern in einem Vereinten Europa ausgezeichnet. Am 13. Januar 2015 wurde ihm der Ehrentitel „Altlandrat“ verliehen. Am 10. Oktober 2016 erhielt er das Bundesverdienstkreuz 1. Klasse.